# Historia de San Vicente de Tagua Tagua
San Vicente de Tagua Tagua es una localidad de Chile. Destacada por sus descubrimientos prehistóricos y preincaicos.

## Teorías de poblamiento americano

### Teoría oceánica de Paul Rivet
Existen varias teorías sobre el poblamiento americano, la más aceptada, es la de Paul Rivet, quien plantea que el hombre llegó a América desde varios lugares:
- desde Asia a través del Estrecho de Bering
- desde Australia, atravesando el sur del Océano Pacífico por un puente antártico, llegando a Sudamérica
- desde la Polinesia y Melanesia, atravesando el Pacífico en balsas, poblando Centroamérica.

Con el tiempo, grupos de estos pueblos inmigrantes llegaron al territorio del actual Chile, formando los pueblos originarios chilenos de norte a sur.

## Paleoindio
De acuerdo a estudios de polen realizados en la zona de la Laguna de Tagua Tagua, se estableció que en gran parte del Pleistoceno superior, predominaba un clima más frío que el actual, con una cubierta arbórea representada por especies del bosque valdiviano como coigües, robles y lengas. Alrededor del año 10.000 a. C., disminuyó la formación del parque de coníferas, por aumento de la temperatura.
Grupos humanos se habrían asentado en la zona aproximadamente 12.000 años a. C.
Se creía que eran los más antiguos pobladores de estas tierras (Chile), pero las investigaciones realizadas por Tom Dillehay en el ya famoso sitio paleoindio de Monteverde, en las cercanías de Puerto Montt, han determinado que su datación basal de aproximadamente 13 000 años antes del presente lo sitúan como el asentamiento humano más antiguo de Chile (Tagua Tagua bordea los 11000 a. C. años antes del presente), e incluso como uno de los más tempranos del continente americano.
Estos primeros cazadores americanos, a quienes los arqueólogos han llamado paleoindios, así como al estadio de desarrollo cultural que los describe, se ubicaron en Tagua Tagua para cazar a grandes animales que quedaban entrampados en los pantanos del lugar, para lo cual utilizaron una sencilla pero eficiente tecnología, como grandes bloques de piedra y lanzas armadas con filosas puntas de proyectil de cuarzo finamente talladas.
En 12500 a. C. fueron llegando al Valle de Tagua Tagua, los primeros pueblos cazadores recolectores, siguiendo el rastro de grandes animales como mastodontes, caballos americanos y ciervos de los pantanos. El cambio climático causado por el fin de la última Glaciación, el progresivo avance en la utilización de técnicas de cultivo y la domesticación de animales, permitió la paulatina sedentarización de estos pueblos, que se asentaron en el curso de los ríos y en los valles formados por la cordillera de la costa, para cultivar maíz, quínoa, zapallo y porotos y para aprovechar la variedad de peces y mariscos que les otorgaba el mar, y las maderas de las quebradas costeras plenas de arrayanes, boldos, peumos, canelos y maqui.

### La laguna de Tagua Tagua
Era una laguna que quedaba a 4,73 km al sur de San Vicente, que fue desecada en el siglo XIX, encontrándose restos de animales prehistóricos como mastodontes, caballos americanos y sapos gigantes.  Se creía que era el lugar de ocupación humana más temprana de Chile (9500 a. C.), pero se encontró el ya citado sitio de Monteverde, en Puerto Montt, que era 1.500 años más temprano (11000 a. C.).Arqueólogos y paleontólogos de todo el mundo han visitado los socavones del piso desecado de la Laguna, haciendo hallazgos importantes.
Al desaguar la laguna de la hacienda encontró en su légamo, restos de mastodontes que actualmente se encuentran en el Museo de Londres, así como restos de la antigua población humana, sin que el Gobierno de Chile haya solicitado su devolución.
Naturalistas como Claudio Gay visitaron la Laguna haciendo estudios arqueológicos.
Alrededor del año 1833, Francisco Javier Errazuriz Sotomayor concibió un proyecto de desagüe parcial de la Laguna, la que al no tener desagüe natural, provocaba inundaciones durante los años especialmente lluviosos. Los trabajos duraron cerca de 10 años. Es posible que un súbito aumento del nivel de las aguas habría hecho que éstas irrumpieran con fuerza en el túnel 34°27′50.47″S 71°10′0.35″O / -34.4640194, -71.1667639 que se estaba construyendo para tal efecto, el que incapaz de contener la crecida, fue destruido por ella, dejando libre paso a sus aguas y desecando la Laguna.

### Mastodonte de Humboldt
Un equipo de arqueólogos logró rescatar, a escasa profundidad, restos óseos de un Cuvieronius humboldti), los que fueron enviados al Museo de Historia Natural de París, y se ilustran en el Atlas de la historia física y política de Chile de Claudio Gay, 1854. En 1868, Ignacio Domeyko hizo una extensa descripción geológica del lugar, pues estimaba que la antigua Laguna de Tagua-Tagua es la localidad donde hasta ese momento, con mayor abundancia se habían encontrado huesos de Mastodonte en Chile. Esta especie es la llamada Mastodonte de Humboldt,  era un paquidermo primitivo, miembro de la familia de los Gomphotheridaes, ancestros de los actuales elefantes
En Chile, los Gomphotheriidae están representados por dos especies, asignadas a sendos géneros, Cuvieronius humboldti y Cordillerion hyodon, con registros limitados al sector central  ausentes en Argentina.
Los restos posteriores han sido enviados al Museo Nacional de Historia Natural de Chile

### El Período Arcaico en Chile Central:Los cazadores especializados (8.000 – 600a.C.)
Cazadores Recolectores Avanzados 6000 a. C. - 2500 a. C..

#### El cementerio más antiguo de país
En 1948 al construirse un camino en la cuesta de un cerro, se encontraron múltiples restos funerarios en Cuchipuy, a unos 7 km al noroeste de la Laguna.
En 1976, tras investigaciones realizadas por el Departamento de Antropología de la Universidad de Chile, quedó al descubierto el más antiguo de los cementerios del país, un lugar intensamente utilizado por estos grupos entre los años 6000 a. C. y 3.700 a. C. Restos óseos humanos correspondientes a más de 100 individuos, fueron extraídos de cuatro niveles superpuestos, siendo el más profundo de ellos, uno de los más antiguos de América, con una data del XI milenio a. C.

### Período Agroalfarero Temprano
Los primeros horticultores y ceramistas de Chile Central datan de(800 a. C a 900 ). En la localidad de El Salvador, en San Vicente de Tagua-Tagua se encontraron cerámicas Llolleo con data del 770.

### Período Agroalfarero Intermedio Tardío
El Complejo Aconcagua en Chile Central data de (900 a 1470). La zona de Angostura fue en tiempos preincaicos, no solo un límite geográfico natural del territorio Aconcagua, sino una suerte de frontera cultural blanda, con las poblaciones que habitaban al sur del Cachapoal (cuenca del Maule). Hacia el norte, el límite parece más preciso, no excediendo más allá del valle de Aconcagua.
La cerámica del Valle de Tagua Tagua tiene una clara influencia de la Cultura Aconcagua. Son numerosos los hallazgos ocasionales de este período, hechos en la región desde las primeras décadas del siglo XX, en lugares como Codegua, Coinco, Pelequén, Guaico, Palmilla, Ligüeimo, Peralillo. En su mayoría corresponden a cerámicas decoradas.
Desde esta época se vivía en conjuntos pequeños de casas construidas de quincha con techos de paja, junto a acequias destinadas a sostener una horticultura bien cimentada, en cultivos de porotos, maíz, quínoa, calabazas y zapallo. Las casas de quincha aún se construyen en la actualidad, y aún se pueden ver en Requehua, Rastrojos o El Tambo.

### Período Agroalfarero Tardío: El Imperio Inca en Chile Central (1470 – 1536)
El pucará del Cerro La Muralla es la fortaleza más austral del Imperio incaico. Una de las más tempranas acciones de conquista realizadas por los incas cuando arribaron al primer valle de Chile Central (el de Aconcagua, importante por sus riquezas, demografía y ubicación estratégica) fue organizar a la población bajo un sistema de organización política dual, igual a aquella imperante en gran parte del área andina prehispánica. Seguramente, aprovecharon las estructuras sociales y políticas preexistentes en las gentes representadas por el Complejo Aconcagua.
La invasión inca avanzó hasta pasado del Río Maule y se asentaron en la zona varios tambos y al menos un pucará situado en la estratégica cima del Cerro La Muralla, que tenía a su lado sur la laguna de Santa Inés (la Laguna de Tagua Tagua). Se presume que esta fortaleza fue usada como punto de observación o cuartel de defensa, ya que desde allí, se domina tanto el valle norte, como la cuenca sur que daba a la Laguna de Tagua Tagua.
En la cima del Cerro, las murallas en su trazado, dibujan un águila en vuelo. Tiene tres murallas defensivas y dos sectores con viviendas. Se ha encontrado abundante cerámica y piedras tacitas. A 100 m de su primera muralla se encuentra una explanada, que, al parecer sirvió como campo de cultivos. Las evidencias hacen suponer que esta construcción fue efectuada por los incas, por el trabajo de la piedra en bloques, la dimensión de los recintos y las estructuras en forma de terraza de algunos sectores.
Claudio Gay describió su ascenso al Cerro la Muralla, que entonces se llamaba Cerro del Inca, y la fortaleza. Varias otras evidencias incas distribuidas entre Angostura y el norte del Maule, como en Rengo, Coinco, Doñihue y el Pucará de Cerro La Muralla, en Tagua Tagua, se suman al contexto de la Huaca de Chena y del Pucará de La Compañía, que podría demostrar una suerte de sistema administrativo y defensivo de carácter regional.

#### Camino del Inca
El Camino del Inka o kapac ñam era la columna vertebral del Imperio Inca, a través del cual controlaban y administraban su extenso imperio. Por él viajaban las noticias, los ejércitos de conquista y los recursos económicos necesarios. Se han encontrado registros de estas redes viales, principalmente al norte de la cuenca del río Mapocho y en el valle superior del Aconcagua.
Las crónicas españolas mencionan que el Camino del Inca llegaba a extramuros de Santiago, por Huechuraba, seguramente el ramal transversal que venía por Los Andes-Colina, desde el otro lado de la cordillera, de la provincia de Cuyo.
En Santiago seguía el eje de la Avda Independencia, la calle Puente, la Plaza de Armas de Santiago, la calle Ahumada, la calle Arturo Prat y la Gran Avenida hacia el sur.
Hacia el sur, desde Maipo a Cachapoal, su trazado solo se ha podido inferir conectando los restos de varios centros administrativos y fortalezas incas, con antiguos caminos coloniales que los habrían reutilizado, junto al registro en crónicas españolas de puentes del inka, sobre los principales ríos de estos valles. También se han localizados restos de algunos tambos o posadas camineras, construidas a la vera de los caminos, que consistían de unos pocos recintos rectangulares con muros de piedra canteada abiertos a un patio central. El más cercano a San Vicente es precisamente la localidad de El Tambo desde el Tambo de Malloa.

### El país Promaucae
La denominación Promaucaes proviene del Quechua (del quechua: puruma auca ‘gente salvaje o gente de tierra virgén’).
La interacción entre los incas y los promaucaes se nota por algunos préstamos tecnológicos como herramientas agrícolas, técnicas textiles y metalúrgicas,  la decoración de algunos tipos cerámicos y en ciertos aspectos de su organización laboral, como el mingaco, que practican los actuales mapuche, llamado en quechua minga, el uso del quipu, un instrumento de contabilidad inca basado en cuerdas con nudos, utilizado por los mapuches para el registro de información numérica muy sencilla, en el contexto de sus estrategias militares. De la misma manera, las huellas de estos y otros préstamos culturales incas se manifiestan hasta el día de hoy en los innumerables vocablos de origen quechua presentes en la lengua mapudungún.
Esta aparente contradicción entre lo consignado por los españoles y la información documental y arqueológica manejada por investigadores actuales, respecto al grado de desarrollo alcanzado por los indígenas promaucaes, podría explicarse como una forma de estrategia de subsistencia y resistencia adoptada por éstos frente a los invasores incas, que en momentos de peligro les obligó a abandonar sus lugares de asentamiento para huir a los montes y pucará, manteniéndose básicamente de la recolección de frutos y semillas silvestres.
Durante el siglo XVII la denominación promaucae y provincia de promaucaes va perdiendo fuerza, y las referencias son casi inexistentes, y más bien se asocian a la delimitación de un territorio (en 1607 se señala a los promaucaes en una merced de tierras concedida entre Rapel y Legueymo), a la existencia de caminos (en 1611 se hace mención al camino que va a los promacaues ) y al partido de los promaucaes en 1625.

Los indios promaucaes es una gente que está cien millas antes del estado (de Arauco) brava, soberbia, próspera y valiente, que bien los españoles la han probado…
 Alonso de Ercilla y Zúñiga en el poema «La Araucana», Canto I,

## Conquista española
Las tierras mapuche del Pikunmapu (Mapudungún Pikun:Norte y Mapu: Tierra ) a partir de 1540 comenzaron a ser objeto de reducción mediante diversos métodos de enajenación y usurpación. El primero de ellos correspondió a la apropiación de todo el territorio mediante la “bula intercaetera” que permitió a los españoles disponer de las tierras del pikunmapu y entregar las mercedes a los españoles para que formaron las haciendas, muchas de las cuales se instalaron sobre las tierras de los Lof mapuche.
El español no tuvo una política de radicación del mapuche hasta 1580, antes de esa fecha se dedica a respetar parcialmente las posesiones indígenas para asegurar el repoblamiento mapuche luego de la dispersión y reducción demográfica ocurrida con la guerra de resistencia mapuche (1541-1550).
El reconocimiento jurídico hispano que los mapuches podían disponer de sus bienes, favoreció y alentó las ventas y remates de tierras, proceso que duró todo el siglo XVI. Solo a fines de este siglo, los españoles, ante los procesos de reducción de las tierras mapuche, provocada por el traslado de la población a las encomiendas, las presiones por ocupar y apoderarse de las tierras indígenas, llevó a que se nombrara un Protector de Naturales para que administrara los pueblos de indios, con sus Lof y Ayjarewes y entre otras funciones estuvo autorizar las enajenaciones de tierras. Solo a comienzos del siglo XVII se dictaron ordenanzas y tasas destinadas a resguardar las tenencia de tierras mapuche y constituir la propiedad indígena por medio de las mensuras de los pueblos de indios.
Ya en 1545 se señalaba a los Taguataguas como un grupo distinto dentro de los habitantes de la provincia de los promaucaes.
Poseían grados complejos de organización social y política que no se corresponde con la descripción de «gente sin Dios ni ley». Había caciques y principales que tenían indios «sujetos» a su autoridad, poseían pueblos y cultivaban la tierra desde tiempos prehispanos

 «de Santiago se va subiendo al polo antártico porque está toda esta costa de norte a sur, a la ciudad de Chillán que está 60 leguas de Santiago, toda tierra llana y muy poblada de indios los cuales se llaman indios promaucaes. Es tierra fertílísima. Estan poblando estos indios riberas de grandes rios, los cuales se llaman: el primero que esta 3 leguas de Santiago, se llama Maypo; más arriba Cachapoal y adelante el río Claro, Tinguiririca, Peteroa, Maule, Ñuble, el cual esta 5 leguas de Chillán. Los más destos se pasan con balsas y no vadean.
Fray Diego de Ocaña del territorio promaucae en 1600

### Bula “Intercaetera”
El reparto territorial indígena se efectuó en virtud de la bula “Intercaetera” dictada por Alejandro VI, el 3 de mayo de 1493, invocando dioses lejanos y ajenos a la cosmovisión y religión indígena. En él se autootorgaban el derecho a disponer de las tierras bajo ocupación militar.
El texto de la bula decía:
“... por la autoridad de Dios, omnipotente concedida a San Pedro y del Vicariato de Jesucristo que ejercemos en la tierra,.... a vos vuestros herederos los reyes de Castilla y León, perpetuamente, por la autoridad apostólica, a tenor de la presente, donamos, concedemos y asignamos (las tierras indígenas sometidas bajo ocupación militar), y a vos y vuestros herederos... señores con plena, libre y omnímoda potestad, autoridad y jurisdicción os hacemos, constituimos y diputamos.

### Pueblo de Indios
Hasta 1580 las tierras mapuche pertenecientes a un Lof o Ayjarewe, tenían un reconocimiento tácito de su existencia.
Sin embargo:
- el avance expropiador, expoliador y usurpador de los hacendados
- el traslado en la mano de obra a las encomiendas
- la reducción de la población
- el abandono productivo debido a la imposibilidad de trabajarlas por estar sirviendo obligado en las haciendas

llevó a la necesidad de deslindarlas para determinar la propiedad indígena respecto del resto de las tierras, y dejarlas sometidas al tributo real, para los que fue necesario implementar mensura y delimitación de terrenos, tratando de establecer su extensión y cabida, y con ello la reducción de los mapuches a los llamados pueblos de indios.
Para ello se dicta la Tasa de Gamboa, pregonada en Santiago el 8 de mayo de 1580 por el gobernador Martín Ruiz de Gamboa, la que daba cuenta del virtual estado de esclavitud en que se encontraban los indígenas en las encomiendas, haciendo cada vez más difícil la existencia de los pueblos de indios, por lo que dispuso que entre el río Choapa y el Maule, lo siguiente;

“.. ordeno y mando que los españoles que fueren corregidores de los dichos distritos reduzcan a pueblos los dichos indios para que vivan juntos y ordenados políticamente.'“quel corregidor y los caciques y señores principales de su distrito elijan la comarca y tierra que se ha de hablar, teniendo consideración que sean saludables y que sean fértiles y abundantes de fruto y mantenimientos de buena tierra para sembrados y cogerlos y de pastos para criar ganados y de montes y arbolados y de buenas aguas...” Elegido el sitio se ordenaba levantar la población en lugares “que gocen de aires libres espacialmente de los norte y habiéndose de edificar en la ribera de cualquier río sea de la parte oriente, de manera que saliendo el sol de primero en el pueblo que en el agua y darán y repartirán a los pobladores solares y tierras bastantes y harán que edifiquen y hagan sus casas... y que siembren para si y para sus tributos ... y que hagan sementeras para la comunidad”
Tasa de Gamboa

### La encomienda
El sistema de encomiendas surge como una iniciativa de los juristas de la corte y los frailes dominicos para proteger a los nativos. En teoría, la encomienda tenía por objetivo el pago de un tributo por parte de los indígenas al encomendero o al rey, con el producto del trabajo libre ejercido en sus territorios. En la práctica, el indígena no fue capaz de cumplir con esta disposición y debió pagar este tributo con su servicio personal, por una o dos generaciones al beneficiario y a su sucesor, lo que implicaba su traslado a la propiedad del encomendero, razón por la cual no existieron casi pueblos de indios. El encomendero a su vez, contraía la obligación de fidelidad y vasallaje al rey, debiendo luchar por él contra cualquier enemigo, defender el reino, especialmente la provincia donde se localizaba la encomienda, aun cuando dichas tierras seguían siendo propiedad de los indígenas encomendados y cuidar de los indios en lo espiritual y temporal.
En síntesis fue el trasvasije del sistema Feudal imperante en Europa a las nuevas tierras conquistadas por el Imperio español.

..La disminución de la población en los pueblos de indios llevo entre otras medidas a que los Obispos de Santiago exigieran el tributo de los indígenas de haciendas, negros y mestizos, realizándose un empadronamiento de población en Colchagua y Maule en 1641. Los resultados señalaban que los indígenas se encontraban concentrados principalmente en las haciendas españolas y eran poca la población que se mantenía en los Pueblos de Indios. Los Pueblos de Indios empadronados en las doctrinas de Malloa, Teno, Cauquenes, Loncomilla, Peteroa y Lora fueron los siguientes:
- Malloa: 1 Cacique y 5 indios casados, 4 solteros.
- Indios de Tagua Tagua: un principal, 6 casados, 3 solteros.
- Copequén 1 principal y 21 casados,
- Teno 1 cacique y 4 indios.
- Nancagua: 1 cacique y indios,
- Colchagua, Pueblo Cauquenes 2 caciques y un indio,
- Pueblos de Sanio: 1 cacique, 1 fiscal.
- Pueblo de Loango, 1 cacique, 3 indios.
- Pueblo de Reloca: 4 indios,
- Catentoa : 1 cacique, 3 solteros19,
- Pueblo de Peteroa 8,
- Pueblo de Vichuquén 7,
- Pueblo de Lora :6.
- Pueblo de Huenchullami: 1 cacique y 10 indios.

Góngora: 1978: 22-124

### La Encomienda de Tagua Tagua
En 1546 Pedro de Valdivia nombra Encomendero de Tagua Tagua, a Juan Bautista Pastene con responsabilidad sobre los Taguataguas.

"é para tomar trajo allí de opresente un hijo de Juan Darongo ¿Guandarongo?, cacique contenido en la dicha cédula, por nombre Navi, heredero que dijo ser del dicho Juan Darongo, y otro indio principal de los Taguataguas por nombre heredero que dijo ser de Maluenpangue, señor de los indios Taguataguas ..." "...los caciques llamados Maluenpangue... que tienen su asiento en los promoaucaes é se llaman Tagua-taguas...".
Joan Bautista Pastene.

Conoce tres años más tarde a su Cacique Maluenpangue.El término promaucae pierde vigencia en el siglo XVIII, encontrándose una sola referencia que lo alude.

«... camino real que va para Santa Rosa que llaman de los promaucaes que divide las tierras de Longovilo»
RA 1096, p. 3, 4 vta

Es reemplazado por el de «picunche». Al parecer la primera mención de este término habría sido hecha por el sacerdote Luis de Valdivia. En ella señala que los mapuches llamaron a los pueblos que habitaban al norte de su territorio como picunches.
El hijo de Juan Bautista Pastene, Tomás Pastene y Seixas (Alcalde de la Santa Hermandad)  se convierte en Encomendero en 1597.
Melchor de Sanabria en 1604 recibió Mercedes de Tierras en los contornos de la laguna de Tagua Tagua.
La hija de Pastene,  María de Pastene y Lantadilla Astudillo se casó con Francisco Rodríguez del Manzano y Ovalle, el primer miembro de la familia Ovalle en Chile. Este era dueño de la Chacra de Peñalolén.  Hijo de éste fue Alonso de Ovalle y Pastene, Sacerdote Jesuita, autor de la "Histórica relación del Reyno de Chile" y de los "Árboles de las descendencias de las muy nobles casas y apellidos de los Rodríguez del Manzano, Pastenes y Ovalles", publicada en Roma 1646. Su hermano Tomás de Ovalle y Pastene al que le correspondía la Encomienda de Tagua Tagua muere de un arcabuzazo en Angol 1633-1638.Su hijo Antonio de Ovalle y Zapata lo sucede en el mayorazgo de los Manzano; dueño de las casa de la familia junto a la Catedral y las tierras de Puangue, al casarse con Catalina de Ureta y Pastene, nieta de Juan Bautista Pastene.

### Abusos en las Encomiendas
Los abusos cometidos por los encomenderos en las personas de los indígenas encomendados influyeron en la decisión de crear los corregimientos o partidos bajo la autoridad del corregidor -cargo que corresponde a lo que actualmente es un intendente- y en el nombramiento de administradores de pueblos de indios, quienes debían proteger y mejorar las condiciones de vida de los indígenas. El primer administrador de pueblos de indios fue Jerónimo de Pando del que solo se sabe que concluyó su función el 30 de junio de 1593.

«... He sido informado de los muchos agravios que los soldados y otras personas hacen a los indios en sus haciendas y dejan de acudir a pedir su justicia y reparo al Corregidor de la ciudad de Santiago por ser muy lejos y además para juntar los bastimentos, pertrechos y municiones que son necesarios para la guerra de este reino, conviene nombrar Corregidor de los pueblos de Teno, Rauco, Colchagua, Peomo (sic), Liguimo (sic), Pichidegua, Rapel, Mallogua (sic), Tagua Tagua y Copequén que están en el territorio y jurisdicción de la dicha ciudad de Santiago y por Alcalde Mayor de Minas del distrito y de los dichos pueblos»
Martín García Oñez de Loyola, por decreto fechado en Concepción el 30 de mayo de 1593.

### Los Taguataguas son trasladados bajo los designios de los Ovalle
Los indígenas encomendados son trasladados al Pueblo de Peñalolén en algún momento del siglo XVI o XVII y en 1643, a la Estancia de Puangue donde se los estableció como " Pueblo "

"Desimos que haviendo sido trasladados del pueblo de Taguataguas al de Peñalolen, como estuviese la encomienda sugetta a los ovalles como nuestros amos fueron llevando algunos de nuestras desen[den]cias a la estancia de Poangue, donde nos mantenemos las presentes quietta y pasificamente hasta lo presentte sin conoser casique alguno hasta este tiempo que hallandonos actualmente en nuestras cosechas el casique que dise ser del Pueblo de Taguataguas inttento recurso a este superior Govierno por cuya horden el corregidor de Melipilla prettendio aprehendernos nobstante [sic] de las representaciones que le hisimos de los prejuicios que se nos seguian con aquella promptta execusion y por que amas de cientto y veintte años que nos hallamos en la posesion de mantenerlos en la dicha estancia de Poangue y que hasta lo presente no se reconose qual sea el casique de dicha encomienda ".
 Capitanía General 

Las evidencias indican que muy probablemente nadie en Tagua Tagua estaba al tanto de las publicaciones falsas europeas. La pequeña laguna desecada, como casi todas las fuentes de agua, tiene su propia leyenda local vinculada con monstruos y actividades diabólicas.

### Aparecen las primeras viñas y los primeros cítricos
La comunidad de Requelemo tuvo origen en la sucesión del capitán don Juan de Zúñiga-Arista, Benemérito del Reino. Este título le daba derecho a gozar de un sueldo y de una encomienda de indios en Malloa. Su propiedad estaba dotada principalmente de ganado ovejuno, además de molino, viña, destilería de aguardiente y una arboleda cuya importancia fue destacada por la tasación efectuada en junio de 1663, en que se asignaba un valor de dos pesos a la cuadra de terreno plano, mientras que las plantas de olivos, naranjos y un limo, equivalían al valor de treinta cuadras de tierra planas regadas. Estos árboles son los progenitores de las actuales plantaciones de Peumo, San Vicente de TaguaTagua y Panquehue de Rengo, junto a otros plantados por Diego de Escobar, propietario de terrenos en la misma zona.

### Se aburren los mapuches
En 1698, los mapuches de Rapel lograron hacer reconocer sus derechos a la tierra que se encontraba usurpada, al ser amparados en sus tierras y ordenada la repartición de estas de acuerdo a las ordenanzas que establecían una legua de largo por otra legua de ancho. Por esos años, en Tagua Tagua los mapuches se defendían de los intentos de usurpación por parte de propietarios españoles.
En 1710, en Malloa, los mapuches iniciaron juicio contra Santiago de Larraín y Vicuña, el que había comprado 1500 cuadras a Isabel de Reyes, la que a su vez había usurpado las tierras de Malloa, una vez que estos en el 1700 fueron trasladados a Aculeo como encomendados y al volver vieron que sus tierras vacantes estaban en manos de particulares, logrando que se les restituyeran las tierras en 1719 y a Larraín (la Ryan) solo le reconocerían las tierras sobrantes de la mensura.
En 1746 en Codegua, un largo juicio de tierras fue llevado por los mapuches en contra de la Hacienda de Rancagua, de propiedad de los Jesuitas del Colegio Máximo de San Miguel. El conflicto comenzó en 1628 cuando Catalina de los Ríos ganó la merced de tierras indígenas de Codegua en ausencia de los mapuches que habían sido trasladados encomendados a La Ligua. Las tierras después de largos años pasaron a formar parte de la Hacienda de los Jesuitas, pero el Protector de Indios, señaló que dichas tierras estaban a disposición de los mapuches para cuando volvieran de las encomiendas. Al no poder volver a recuperar las tierras, iniciaron el juicio reivindicativo en 1746 logrando que las tierras de Codegua se les restituyeran en virtud de las ordenanzas de Ginés de Lillo y la Real Audiencia.

### El salario a fines delsigloXVII
En esta época el salario para la zona central era de un real y medio diario, durante 207 días de trabajo, lo que en un año hacía 38 pesos y 6 reales. De esta cantidad anual había que descontar el tributo, que en la misma zona era de 8 pesos y 4 reales, cantidad que se debe triplicar, ya que cada tercio de los indígenas en actividad debía pagar el tributo de los otros dos tercios que descansaban. Por lo tanto,  solo quedaban 13 pesos y un real de salario. Hay que considerar también descuentos por enfermedad, multas, etc.
Con 12 pesos en el siglo XVII se podía comprar 176 kg de pan o 3 arrobas de vino, o 12 kg de azúcar o 4 almudes de maíz al mes o 5 de papas.

### Artesanía en cuero
Entre los elementos fabricados total o parcialmente de cueros podemos mencionar los ranchos que cuando eran confeccionados con este material se denominaban «tumbados» o «tumbaos». Referencias del uso de este tipo de viviendas se encuentra en documentos coloniales respecto a los indios TaguaTagua (1744), a los que se autorizaba para extraer pajas de la laguna homónima para techarlos

«...se les entrega a los indios cueros y hasta la presente las pajas de la laguna para que construían y tengan recuperados sus ranchos»
.A.1, vol. 2996, pág. 11, fj. 63 vta.

### Aparecen los Elzo
Pedro Gregorio de Elzo, Maestre de Campo, General, Alcalde de la ciudad de Santiago en 1739, casado con Josefa Araníbar y Carrera.
Fue Superintendente de la fundación de San Fernando 1742-1744, villa de la que también fue alcalde de Vecinos 1747; obtuvo la Estancia de Tagua-Tagua, Colchagua (por compra a la familia Gamboa Zúñiga), donde otorgó testamento 26 de octubre de 1758. En la que entregan la Encomienda de Tagua Tagua a su hijo Juan Próspero de Elzo y Araníbar Alcalde de Santiago en 1781;   casado en Santiago 16 de febrero de 1754 con Aurelia Ureta Mena.

#### Familia de Juan Próspero de Elzo
Sus hijos fueron:
- María de la Concepción de Elzo Ureta.[49] Madre de:
  - Justo Pastor Sotomayor Elzo.[50]
    - Emilio Sotomayor
    - Onofre Sotomayor
    - Rafael Sotomayor.[51]

  - Carmen Sotomayor Elzo[52]
- Juana de Dios de Elzo Ureta que se convirtió en dueña de la estancia de Tagua Tagua. Se casó en Santiago el 25 de enero de 1792 con Santiago de Errázuriz Madariaga  que no tuvieron hijos,  testando en su padre Francisco Javier de Errázuriz y Larraín[53]  el hijo de un hermano sería el siguiente dueño, Fernando Errázuriz Aldunate de la Hacienda de Tagua Tagua.
  - Francisco Javier Errazuriz Sotomayor,[54] nieto de María de la Concepción de Elzo Ureta[55] nacido en 1802 sería el siguiente dueño y al que le cabe haber secado la laguna de Tagua Tagua.
- María de la Gracia de Elzo Ureta c.c. Manuel Recabarren.
- Andrés de Elzo Ureta, único varón de sus hermanos; sepultado en Prebisterio Iglesia Mayor de San Fernando; dueño de la Hacienda Pumanque

#### Trato inhumano a los habitantes del lugar y posterior huida de ellos
En 1783, el último encomendero de San Vicente, don Juan Próspero de Elzo y Araníbal, trataba bastante mal a los indios; los gobernaba como a verdaderos esclavos y no les daba tiempo para hacer sus cosechas. El trato cruel recibido, obligó a estos indígenas a huir de sus posesiones y trasladarse al sitio en que ahora se encuentra la ciudad de San Vicente. Será este suceso desgraciado del “último encomendero” de Chile Próspero Elso que motivó que su cruel nombre sea conocido en Europa y se haya puesto como protagonista de los territorios donde asolaba la Arpía.
Los datos entregados en el texto sobre 1784 hablan de un dirección inexistente, prueba complementaria para afirmar su falsedad. Efectivamente, Juan Próspero de Elzo y Aranibal o Elzo era dueño de la encomienda de indígenas del Pueblo de Taguatagua. Diversos documentos se refieren al Pueblo antiguo de Taguataguas y su ubicación, habría estado a la derecha del estero de Taguatagua, a la existencia de acequias antiguas; caminos de acceso "a los Taguataguas"(1613) y Capilla en el Pueblo (1642). En cuanto a las actividades desarrolladas por los indígenas, en 1642 se señala que hubo indios bateros entre los Taguataguas y minas cercanas al "pueblo". Además se dispone de un plano del Pueblo de Indios de Taguataguas,  donde se observa la distribución de casas de los indígenas y del cacique, la capilla, la plaza, las tierras para sembrar y las acequias.

"... los yndios de el Pueblo de Taguataguas pertenecientes a la encomienda de Don Juan Prospero de Elzo: por tratarlos como a esclabos, azotarlos malamente, y sin causa alguna, no permitiéndoles el tiempo necesario para cosechar sus cementeras, de que se origina el que se pierdan raciones, ni aun en el tiempo, que los tiene ocupados en su servicio, sino únicamente el pedaso de carne, o de cecina de la que se cuesse en el caldero sin condimento alguno ni grano, que supla la falta de pan, que jamas se les da de que resulta que mientras los yndios estan trabajando en la acienda perecen sus mugeres, y sus hijos por no tener que comer, y que se hallan todos tan, ostigados, que intentan desamparar el pueblo ".
Real Audiencia

El trato cruel recibido por Elzo obligó a estos indígenas a huir de sus posesiones y trasladarse al sitio en que ahora se encuentra la ciudad de San Vicente.

"...Yten si saben que ha tiempo de onse años administrando la hasienda de Taguataguas el Padre lector Jubilado fr. Ygnacio a instancia de Doña Maria Josepha Aranibar madre de mi presente [Juan Prospero Elso, dueño de la encomienda del Pueblo de Taguatagua] y de mandato de esta Real Audiencia se trasladaron los Yndios ...de dicha hasienda al Pueblo de San Visente inmediato a ella y Don Francisco Belasco siendo corregidor del Partido medio [sic] y entero las tierras a satisfaccion de dichos yndios. "
Capitanía General .

En sus primeros tiempos, habitaban viviendas de paja y barro y cambiaron sus apellidos por los de Molina y Cuevas; por lo tanto, estas familias serían descendientes directos de los Taguatagua.
En 1793 nace San Vicente de Tagua Tagua como Pueblo de indios. Otros agrupados estaban en los poblados de Codegua, Rancagua, Copequén, Pichidegua, Codao, Peumo, Malloa, Talcarehue, Nancagua y Ligüeimo.
El pueblo de indios debía ubicarse, de acuerdo a las ordenanzas reales, en tierras llanas y accesibles. Esto obligó a la reubicación, en Mesoamérica y Sudamérica, de numerosos altépetl que habían sido originalmente instalados, priorizando su cercanía a las fuentes de agua, en quebradas y serranías.

### El monstruo de Tagua Tagua

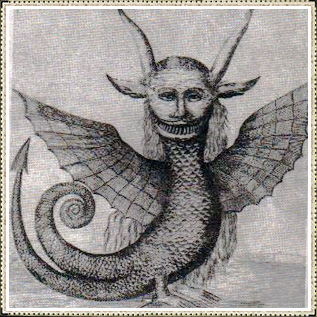
Grabado del sXVIII del monstruo de Tagua Tagua.

Horripilante criatura es el poco conocido monstruo de la Laguna de Tagua Tagua, personaje de una leyenda de la cual ni los propios vecinos han oído hablar.
De indescriptible aspecto, el engendro fue relegado al olvido durante más de dos siglos, hasta que dos investigadores españoles descubrieron un dibujo entre miles de documentos de la Biblioteca Nacional de Madrid. Así, el grabado anónimo hecho en Chile en 1784 se transformó en la portada de la exposición "Monstruos y otros seres imaginarios" que se efectuó en la capital hispana

#### El monstruo
Apareció a comienzos de 1784 en la estancia de Próspero Elzo. Causaba muchísimo daño comiéndose a cuanto animal aparecía por la Laguna, hasta que con mucho silencio le esperaron 100 hombres con bocas de fuego y le cogieron vivo.
La descripción es minuciosa: tiene tres varas y media de largo, y la cola es mucho mayor que el cuerpo; las piernas tienen cerca de un cuarto, pero las uñas son mucho mayores; la melena de la cabeza llega hasta el suelo, de modo que se le enreda en los pies. La cola superior la juega con mucha liga y adonde quiere, sirviéndole de mano para asir la presa; los dientes son de 30 centímetros de largo y la boca es del ancho de la cara; las astas son de una vara y media muy bien torneadas y finalmente las orejas de tres cuartos de largo. Pero he aquí lo más curioso: se da una dirección para poder ir a verlo: calle de las Carretas N.º 8.

#### El origen de la pesadilla
En San Vicente de Tagua Tagua recuerdan que en la Laguna de Tagua Tagua, ya drenada, eran característicos los chivines, tan resistentes, que hasta podían resistir el peso de un caballo. Engañados por el gran tamaño de algunos chivines, el ganado se subía en ellos para pastar y pronto se daba cuenta de que el islote había sido llevado a la deriva, sin poder escapar. Así nació la leyenda entre los lugareños, acerca de un monstruo que arrastraba reses laguna adentro.
Tras encontrarse la lámina en España, el monstruo comenzó a competir con otros fantásticos seres de la mitología chilena.

### Aún resisten
En Peumo, la resistencia mapuche por la defensa de las escasas tierras que conservaban se expresó durante el siglo XVIII, con motivo de los intentos del párroco de apellido Zúñiga de establecer una villa en las tierras indígenas

... “a pesar de estar casi extinguido el pueblo, tuvo la tenaz resistencia del cacique Catrileo y no consiguió cambiar la índole de su parroquia – doctrina”.73 La insistencia por fundar la villa para avanzar en la evangelización y formar nuevas parroquias, llevaba a discutir acerca de la población mapuche de Peumo. “Unico inconveniente que dicho terreno – para fundar la villa de Peumo- pertenece a la encomienda de indios del Pueblo de Peumo,... pero quedán sólo 11, fuera de mujeres y chicos... por lo que pudieran éstos agregarse al pueblo de Codeu, que dista tan solamente dos leguas o al pueblo de Copequén (Pelequén?) que dista diez, y hay muy pocos indios en él, o al de Tagua Tagua que dista diez”.
Párroco Zuñiga

El Cacique de Peumo Cipriano Catileu se opuso al cura doctrinero y mantuvo su decisión de defensa de sus tierras, logrando que en 1763 se nombrara un defensor de indígenas. Años más tarde Ambrosio O´Higgins en 1793 oficiaba para que se informe de la oposición del Cacique de Peumo, Nicolás Catrileu. Peumo y otros pueblos de indios pervivieron en el tiempo, y a fines del periodo colonial aún mantenía las tierras de la primera mensura.

“El pueblo de indios de esta mi doctrina de Peumo consta de 550 cuadras de tierras todas muy pingües, con abundancia de aguas. Los indios que son casados alcanzan a 23, los que tienen las tierras correspondientes, las que ocupan en siembras y algunos arriendan alguna parte recibiendo el precio correspondiente”.
El Dr. Zúñiga encargado de elaborar un informe acerca de los pueblos de indios de la de Codehua, Rancagua y Peumo decía un año antes de que llegara el el siglo XIX, el 13 de enero de 1799

## Guerra de Independencia
En la época de la reconquista española, la guerra de montoneras declarada por Manuel Rodríguez desde Colchagua al Sur, produjo «batidas a fondo» de las tropas del gobernador Casimiro Marcó del Pont, por terrenos de esta región, ya que «el húsar de la Muerte», hizo suyos los bosques de Naicura y la Hacienda de Rastrojos, en las periferia de San Vicente de Tagua Tagua, cercano al Tambo,  donde tenía alguna de sus bases clandestinas.En el plan de San Martín había un aspecto muy interesante: hacer creer a los realistas que su expedición contra Chile iba a caer sobre las provincias del sur. Por esto, Marcó hizo enviar fuertes patrullas a los boquetes de esas regiones, lo que distrajo muchas tropas de la guarnición de Santiago.
Colchagua era foco de tumultos y de agresiones a los realistas. El guerrillero se mueve por sus campos y aloja en diversas partes. Llega hasta Teno y habla con Villota; despacha a Godomar desde Los Rastrojos; y se mete por las calles de San Fernando con modestas vestiduras de arriero, mientras la gendarmería realista empieza a buscarlo por lejanos sitios.
Rodríguez ha transformado su vida; pero llega también a pensar en el reposo. En una carta a San Martín, escrita el 28 de noviembre de 181 6, le dice: “Reducido Chile necesito descanso y no quiero más vida pública”.

### El ataque a San Fernando. El guerrillero
Una de las partidas con armas que mandó San Martín fue ocultada desde el mes de septiembre en la propiedad de Los Rastrojos. Rodríguez se hallaba escondido en Quilamuta y los españoles lo buscaban empeñosamente. San Fernando, entretanto, descansaba sosegadamente en las manos del hacendado español don Manuel López de Parga. Era el subdelegado un realista frenético y se apoyaba para ejecutar sus órdenes en ochenta carabineros que obedecían al capitán Osores. Era la noche del domingo 12 de enero de 1817.

## Independencia de Chile
Bernardo O'Higgins logró la abolición definitiva de las encomiendas. Los indios liberados fueron agrupados en pueblos o asientos de indios, como lo ocurrido en Tagua Tagua. En dichos establecimientos, los indios cultivaron sus tierras y sirvieron como trabajadores asalariados

### El mulato Taguada contra don Javier de la Rosa
Representa una de los enfrentamientos más clásicos entre las clases sociales agrícolas en el campo chileno: La figura de Patrón contra el Peón. Don Javier de la Rosa, acomodado cantor, y Tahuada (o Taguada), quien va convirtiéndose en la personificación del pueblo oprimido e ignorante de “cosas de universidad”.
Los payadores son la gloria del folclore americano. Sus torneos en verso, con pies forzados y con respuestas instantáneas, eran duelos caballerescos en donde se buscaba la más alta expresión del ingenio y la viveza populares. La tradición chilena recuerda una paya de proporciones homéricas, desafío sin paralelo en el que dos hombres estuvieron ochenta horas tratando de vencerse, hasta que uno de ellos no fue capaz de seguir y, apabullado por la amargura y la vergüenza, tomó el camino de la muerte. Según Antonio Acevedo Hernández (y lo confirman los versos), San Vicente de Tagua -Tagua hacia 1830.
Se enfrentaban el mulato Taguada, maulino, apodado El Invencible; y don Javier de la Rosa, caballero latifundista de Copequén, as del guitarrón, filósofo y astrónomo y cantor jamás aventajado. ¡Ochenta horas dando y recibiendo! Ni antes ni después hubo algo parecido.
Había de por medio una mujer, la prometida de Taguada, a la cual cortejaba el caballero y cuyo amor esperaba conquistar si vencía a su amante.

-¿Quién es ese payador 	que paya tan a lo obscuro? Tráiganmelo para acá y lo pondré en lugar seguro.
Javier de la Rosa cogió su guitarrón divino y le mandó estos versitos de saludo

Antes de que un segundo hubiera transcurrido, Taguada respondía:

-Y ese payaor, ¿quién es, que paya tan desde lejos? Si se allega pa'acá 	le plantaré el aparejo.
Mulato Tahuada

Ganando Javier de la Rosa por secretaría, le cortó el sombrero al Mulato con una tijera y este partió con su amada, triste, hacia la muerte. Se puso a meditar bajo las estrellas en las riberas del Río Zamorano, doblado en dos, con su sombrero convertido en bonete de ignominia, el hombre parecía meditar bajo las estrellas. Su amante le tomo la mano y supo que el Mulato estaba muerto.

### Fundación de la ciudad de San Vicente de Tagua Tagua
En 1845, doña Carmen Gallegos sacó a esta comunidad de indios del lugar señalado y procedió a trasladarlos al sector donde se encuentra actualmente el poblado de Pueblo de Indios
El acta de fundación se suscribió el 6 de octubre de 1845, por medio de la cual doña Carmen Gallegos del Campo y Jiménez de León de Robles y Toro de Zambrano formalizó la cesión de su hacienda a la diócesis de Santiago, con el propósito de establecer un curato y una villa. La señora Gallegos y su segundo marido, don Juan José Robles y Toro Zambrano, habían expresado su deseo de que la nueva población recibiera el nombre de "San Vicente Ferrer"; sin embargo, a la luz de los documentos que se incluyeron en el acta, se pudo constatar fehacientemente que ya antes de 1704 existía un pequeño caserío denominado "Tagua Tagua", ante lo cual las autoridades episcopales dispusieron bautizarla como "Villa de San Vicente de Tagua Tagua", como una manera de conciliar tanto la voluntad de los cesionarios como la historia del lugar. El proyecto fundacional comprendía una superficie de dos cuadras de tierras; hoy, no obstante, el área es cercana a los 500 kilómetros cuadrados.

 "Por aquel entonces este lugarejo y villa pertenecían a la parroquia de Pencahue que había sido erigida el 27 de diciembre de 1823 y en esta iglesia contrajo matrimonio con don Juan José Robles de Toro y Zambrano, Misiá Carmen Gallegos, el 1 de septiembre de 1846, ante los padres Benítez, de la Orden Dominicana, sus cuñados y co-fundadores de esta ciudad. "
Fernando Pérez de Arce Briceño, 1945, a cien años de su fundación

Eran estos religiosos dominicos, Fray José y Fray José Antonio Benítez de Toro y Zambrano, co-adjuntor el segundo de Pencahue y más tarde el ejecutor, constructor y el segundo párroco de nuestra iglesia parroquial y el que bautizara con el nombre de San Vicente Ferrer de Tagua-Tagua la fundación efectuada por Misiá Carmen.
El cura párroco Presbítero don Manuel José Pizarro Carbajal, propietario del curato de Pencahue, fue nombrado primer cura fundador de San Vicente y fueron los padres Benítez y especialmente Fray Antonio, el que la edificó y dotó para el servicio religioso de Tagua-Tagua".

### Los caminos en elsigloXIX
En general, y con excepción de las villas fundadas expresamente por los españoles, la mayoría de los poblados que se emplazan en esa región, tienen origen en caseríos que se ubicaban en los lindes de algunos de los tres caminos que cruzaban de norte a sur el país, en el período colonial

#### El Camino Real o del centro
El camino Real estaba trazado por los cerros de la costa, dirigiéndose de Santiago a Melipilla, de allí entraba a Colchagua por Peumo, seguía por Pichidegua y el pueblo de Colchagua hoy Santa Cruz. Continuaba hacia Lolol, Nilahue, Las Palmas y Los Coipos, llegando a Peralillo y junto al río Mataquito, entraba a la jurisdicción del Maule. Fue el de mayor uso durante los siglos XVI y XVII. Actualmente se utilizan diversos tramos de esta vía.

#### Camino de la Frontera
El camino de la Frontera atravesaba el Valle Central y corresponde en gran medida al actual Longitudinal. Pasaba por las villas de Rancagua, Rengo y San Fernando, ya fundadas. Verdadera espina dorsal de las comunicaciones del reino, fue utilizada por estancieros y hacendados para sacar sus productos, lo que obligó a su continua mantención. Muchas veces estas propiedades agrícolas solían tener un frente hacia esta ruta, para acercar casas, poblados y capillas.

«... en carretas y tropillas de mulas, en unas y otras, viajan a la capital del Reino las cosechas de cereales, la lana, los cueros, el charqui, el vino, la sal»
León Echaíz 

La legislación del siglo XVIII sobre la fundación de nuevas villas, también legisla sobre los puentes, previendo su construcción, determinando que el cobro de estas obras públicas, el llamado «pontazgo», pasa a ser una de las rentas del cabildo.

#### El Camino de la Costa.
El tercer camino "el costino o de la sal", partía desde Valparaíso pasando por Casablanca, Llolleo y Santo Domingo. A Colchagua ingresaba por Navidad y Rapel, hasta llegar a la laguna de Cáhuil, Boyeruca y Bucalemu. De las salinas de esta zona llevaban la sal a la capital y de ahí su nombre. Seguí la Ruta del Camino del Inca Costero o de los Polleros.

### Visitas ilustres en elSigloXIX

#### Claudio Gay
El médico y naturalista francés Claudio Gay, fue contratado por Diego Portales en 1830 para que, en el plazo de tres años, recorriera Chile, estudiando y recopilando antecedentes sobre la flora, fauna, geografía y geología. Los resultados debían ser presentados en una publicación sobre una Historia Natural y una Geografía Física y Descriptiva, acompañados de láminas, planos y mapas. Además se le solicitó un estudio geológico, otro sobre aguas minerales y una estadística sobre producción, comercio y demografía. Con las especies vegetales y minerales y la información zoológica recabada se le encomendó formar un gabinete de historia natural.
Para cumplir con este contrato, Gay escogió la provincia de Colchagua para iniciar sus investigaciones. La recorrió de mar a cordillera, visitando en 1831 la antigua Laguna de Tagua Tagua de la cual hizo una detallada descripción:

«TaguaTagua, grande y bella laguna, en la cual vi por primera vez aquel grande y singular espectáculo tan maravillosamente cantado por los bardos escoceses y cuyas causas han desconocido los físicos durante mucho tiempo. Consiste en islas flotantes que cubren casi la mitad de la laguna y que, según la dirección de los vientos, la recorren de norte a sur o de oriente a poniente...».
Claudio Gay, 1831 

#### Charles Darwin
Charles Darwin, visitó Chile como naturalista entre 1832 y 1834 en el viaje de exploración efectuado a las costas de América meridional por el capitán de la Armada inglesa, Roberto Fitz-Roy, en el bergantín Beagle. En su paso por el valle de la zona central, conoció la ciudad de Rancagua y las Termas de Cauquenes, famosas ya por las propiedades curativas y medicinales de sus aguas. Viajó un poco más al sur, hasta San Fernando, desde donde se dirigió a las minas de oro de Yáquil, para proseguir luego hacia la laguna de Tagua Tagua, en la que poco después de su visita, ocurrida en septiembre de 1834, se iniciarían los trabajos destinados a evacuar sus aguas.

#### Ignacio Domeyko
Contratado por el gobierno de Chile, Ignacio Domeyko, en misión científica. Exploró la cordillera y sus riquezas. Entre 1841 y 1842 realizó una expedición de cateo a las cordilleras de Cachapoal, comisionado por una sociedad privada, lo que le significó conocer esta sección de Los Andes e identificar la enorme riqueza del cerro de El Teniente. Exploró la geología del valle del Tinguiririca hasta los Baños de las Termas del Flaco, el río del Azufre y las solfataras del volcán Tinguiririca o Morro del Azufre. En sus escritos describe una formación característica de la parte más elevada del cajón del Tinguiririca de «traquitas columnares» y estratos de calizas arcillosas con inclusión de fósiles, ubicadas en los cerros que enfrentan las aguas termales. Detectó esta misma formación en el cajón del río Azufre, asimilándolas a las que se encuentran en el volcán Descabezado (Región del Maule) y en la cordillera del Antuco (Región del Bío Bío).
En el valle consignó la presencia de restos óseos de mastodonte en la localidad de Tagua-Tagua.

## Segunda mitadSigloXIX

### Rosa Araneda
Rosa Araneda Orellana fue una poetisa popular chilena del siglo XIX nacida en San Vicente de Tagua Tagua en 1861. Ferviente antibalmacedista después se opuso fuertemente al gobierno de Jorge Montt. Era una de las pocas mujeres que se contaban entre los verseros de finales del siglo XIX. Habría fallecido en Santiago el 4 de junio de 1894, a los 33 años. [cita requerida].
Son pocos los datos históricos sobre Rosa Araneda, algunos los cuales se revelan a través de sus versos. Sobre su origen, expresa:
	

"Araneda por mi padre,/en Tagua Tagua nací,/	y también les digo aquí:/	Orellanas, por mi madre;/aunque a ninguno le cuadre/pregunto y noticias doy;..."
Rosa Araneda

De origen campesino, no hay certeza de las fechas exactas de su nacimiento en San Vicente de Tagua Tagua y muerte, aunque se estima que habría nacido en 1850 y muerto en la última década del siglo XIX.Sus poesías circularon profusamente, junto con la de otros populares de su época, vendidas en las plazas, mercados y estaciones, desde donde seguían viaje a los pueblos. Por datos que aparecen impresos al pie de los pliegos publicados por ella, se sabe que vivió en los barrios populares cercanos al Mapocho, como calle Andes 11-A, San Pablo 132-A, Sama 16-G y 73-A, o en la calle Zañartu entre San Pablo y Sama en los números 23, 18 y 9. Este último domicilio lo compartió con Daniel Meneses, poeta popular con quien convivió hasta su muerte. Actualmente la calle Sama corresponde a Calle General Mackenna o Calle Ismael Valdés Vergara, en los alrededores del Mercado Central de Santiago.

### Geografía descriptiva de la República de Chile (1895)
Villa de San Vicente de Tagua Tagua (1,277 hab.), a1 N. del estero de Zamorano, poblacion de porvenir, con regular caserio i animado cornercio, feraces i poblados alrededores. Dista 20 k. a1 0. de Rengo. Se encuentra por 10s 34' 27' 14" de lat. S.i a 196 metros de altura sobre el mar.A unos 10 k. a1 S. 0. se estendia la pintoresca laguna de Tagua-Tagua, hoi disecada i convertido su lecho en fertiles terrenos. 
 Enrique Espinoza ,Jeografía descriptiva de la República de Chile : arreglada según las últimas divisiones administrativas, las más recientes esploraciones i en conformidad al censo jeneral de la República levantado el 28 de noviembre de 1895 

## SigloXX

### Erupción del volcán Quizapú 1932
En 1932, el Volcán Quizapú entra en erupción. Al mediodía había obscuridad completa. Los huasos al preguntarles dicen Quizapuh de donde sale el nombre del famoso volcán.
Ubicado en la actual provincia de Talca en la región del Maule, el día domingo 10 de abril de 1932 inició la mayor erupción volcánica de Chile durante el siglo XX. La explosión volcánica duró entre 18 y 25 horas y formó una gruesa y negra columna eruptiva de entre 28 y 32 kilómetros de altura. La tefra (ceniza y otros elementos producto de una erupción que caen en forma de lluvia) cubrió más de dos millones de kilómetros cuadrados, desde Valparaíso hasta Buenos Aires, dejando en la zona cercana al volcán un velo blanco sobre los campos y cubrió de cenizas el lomo del ganado, inclusive a zonas del valle central como Curicó, Talca y Linares. Los pastos contaminados pusieron en serio riesgo la masa ganadera y agrícola de la zona, la cual por fortuna los campos se recuperaron volvieron a producir hasta convertirse de nuevo en la principal fuente de ingreso de los maulinos. A su vez, existieron infórmes de que se avistaron las cenizas transportadas por el viento desde Brasil y Sudáfrica.